# Lord alto condestable de Inglaterra

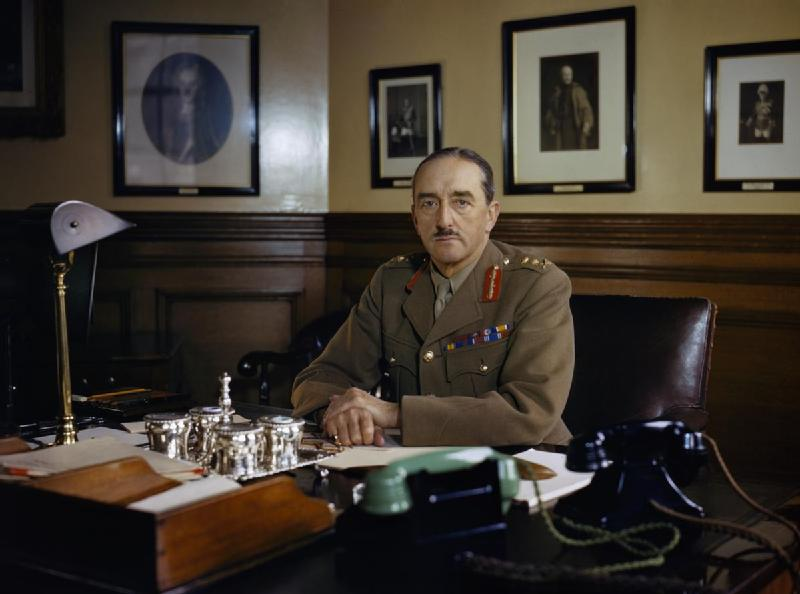
Alan Brooke at desk,1942

El lord alto condestable de Inglaterra es séptimo de los grandes oficiales de Estado, después del lord gran chambelán y antes del conde mariscal. El cargo solo se utiliza en las coronaciones. El lord alto condestable en un principio era comandante de los Ejércitos Reales y jefe de la Caballería. También era, junto al conde mariscal, jefe del Tribunal de Caballería y del Tribunal de Honor. En la época feudal, la justicia marcial era administrada en el Tribunal del lord alto condestable.
El cargo fue concedido con las propiedades del condado de Hereford por la emperatriz Matilde a Milo de Gloucester, y fue transmitido por su heredera a los Bohuns, condes de Hereford y Essex. Fue concedido ilegalmente a los Stafford, duques de Buckingham, y después de la condena de Edward Stafford, 3.er duque de Buckingham, en el reinado de Enrique VIII, el cargo devolvió a la Corona. Desde ese momento, no ha existido como cargo independiente, salvo como nombramiento temporal en la coronación del monarca, en circunstancias distintas, el conde mariscal ejerce los deberes tradicionales del cargo.
Los Lacys y los Verduns fueron condestables hereditarios de Irlanda del siglo XII al siglo XIV, y los Hays, condes de Erroll, han sido lores altos condestables hereditarios de Escocia desde principios del siglo XIV.

## Lord alto condestable en coronaciones, 1547-presente
- Henry Grey, III marqués de Dorset, 1547.
- Henry FitzAlan, XIX conde de Arundel, 1553, 1559.
- Edward Somerset, IV conde de Worcester, 1603.
- George Villiers, I duque de Buckingham, 1626.
- Algernon Percy , X conde de Northumberland, 1661.
- Henry Fitzroy, I duque de Grafton, 1685.
- James Butler, II duque de Ormonde, 1689.
- Wriothesley Russell, I duque de Bedford, 1702.
- John Montagu, I duque de Montagu, 1714.
- Charles Lennox, II duque de Richmond, 1727.
- John Russell, I duque de Bedford, 1761.
- Arthur Wellesley, I duque de Wellington, 1821, 1831, 1838.
- Alexander Duff, I duque de Fife, 1902, 1911.
- Robert Crewe-Milnes, I marqués de Crewe, 1937.
- Alan Francis Brooke, I vizconde Alanbrooke, 1953.

- Datos: Q955642